# Benassal
Benassal és un municipi del País Valencià que es troba a la comarca de l'Alt Maestrat.
Les localitats limítrofes són: Vilafranca, Ares del Maestrat, Vilar de Canes, Culla i Vistabella del Maestrat.

## Geografia
De relleu complicat, amb una àmplia plataforma de calcàries cretàciques amb suaus plecs tallats per rius i barrancs, destacant el riu de Montlleó al sud del poble o la Rambla Carbonera al nord. Benassal també és coneguda per les excel·lents aigües de la Font d'en Segures indicades, des de temps antics, per a curar distintes afeccions.

## Història
Possiblement l'origen de Benassal siga musulmà i el seu topònim, Avinassal, significaria "el fill del meler" . Històricament va formar part de la nomenada tinença de Culla, per això fou senyoriu de Balasc d'Alagó per cessió de Jaume I (1208-1276) en 1235; el senyor donà carta pobla el 3 de gener del 1239 al lleidatà Berenguer de Carratalà qui poblà amb 50 pobladors provinents de les comarques catalanes centrals. Aleshores passà a la filla de Balasc, Constança i al seu marit Guillem d'Anglesola. Son fill va vendre tot el terme el 1303 a l'orde del Temple i, en dissoldre's l'orde, la vila s'incorporà al senyoriu de l'orde de Montesa, que es va encarregar d'emmurallar-la; roman sota domini de l'orde fins a 1592 en què s'incorpora a la Corona. En el segle xviii es va convertir en una encomanda diferent de la de Culla. En la guerra de Successió fou partidària de Felip V (1683-1746) i en el XIX fou zona d'actuació carlina.
Durant la Guerra civil espanyola (1936-1939) va protagonitzar, junt a Ares del Maestrat, Albocàsser i Vilar de Canes, com a víctima i objecte d'experimentació el maig de 1938 per l'aviació de l'Alemanya nazi per provar la capacitat dels bombarders Stuka. El resultat dels bombardejos foren 38 morts, dels quals 15 eren de Benassal.

## Demografia
| 1990  | 1992  | 1994  | 1996  | 1998  | 2000  | 2002  | 2004  | 2005  | 2006  | 2010  | 2019  |
| ----- | ----- | ----- | ----- | ----- | ----- | ----- | ----- | ----- | ----- | ----- | ----- |
| 1.497 | 1.444 | 1.428 | 1.405 | 1.416 | 1.388 | 1.413 | 1.385 | 1.340 | 1.346 | 1.297 | 1.068 |

## Economia

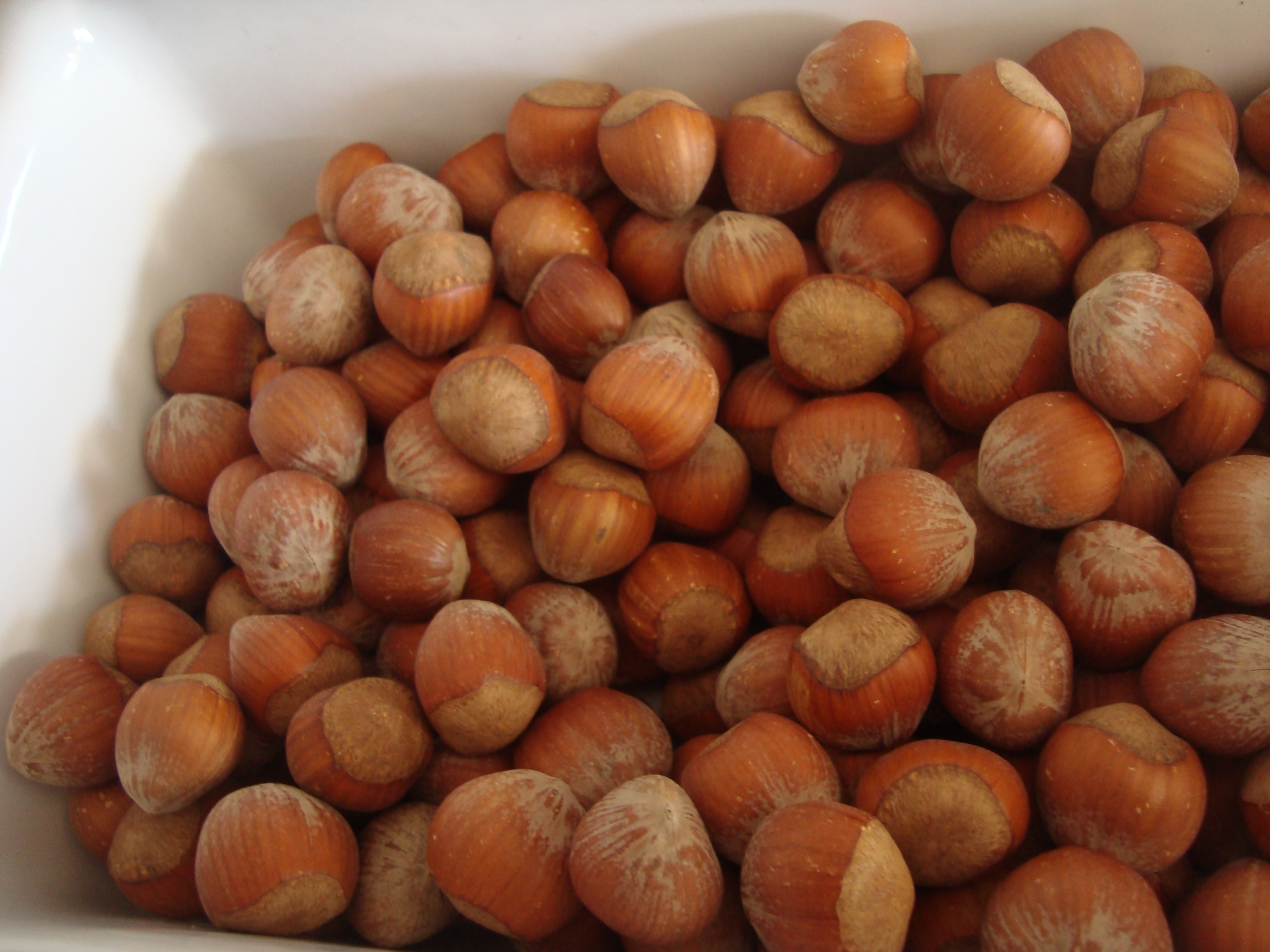
Avellanes de Benassal

L'economia ha estat tradicionalment ramadera i agricola. També abasta importància el balneari de Font En Segures i l'envasament de les seues aigües. L'artesania es concreta en la manufactura del vímet, una vegada desaparegudes la del ferro, les espardenyes i els teixits.

## Alcaldia
Des de 2023 l'alcaldessa de Benassal és Elia García Colom, del Partit Socialista del País Valencià (PSPV-PSOE).
| Període                       | Alcalde o alcaldessa                             | Partit polític | Data de possessió     | Observacions        |
| ----------------------------- | ------------------------------------------------ | -------------- | --------------------- | ------------------- |
| 1979–1983                     | Manuel Pitarch Pitarch                           | UCD            | 19/04/1979            | --                  |
| 1983–1987                     | Juan Beltrán Ferrando                            | AP-PDP-UL-UV   | 28/05/1983            | --                  |
| 1987–1991                     | Juan Beltrán Ferrando                            | AP             | 30/06/1987            | --                  |
| 1991–1995                     | Plácido García Pitarch                           | PP             | 15/06/1991            | --                  |
| 1995–1999                     | Plácido García Pitarch                           | PP             | 17/06/1995            | --                  |
| 1999–2003                     | Emilio Tena Salvador                             | PP             | 03/07/1999            | --                  |
| 2003–2007                     | Rafael Francisco Fuentes García                  | PSPV-PSOE      | 14/06/2003            | --                  |
| 2007–2011                     | Baudillo Martinez Monferrer                      | PP             | 16/06/2007            | --                  |
| 2011–2015                     | Baudillo Martinez Monferrer Mª Luz Monterde Puig | PP             | 11/06/2011 10/05/2014 | Incompatibilitat -- |
| 2015–2019                     | Mª Luz Monterde Puig                             | PP             | 13/06/2015            | --                  |
| 2019-2023                     | Mª Luz Monterde Puig                             | PP             | 15/06/2019            | --                  |
| Des de 2023                   | Elia García Colom                                | PSPV-PSOE      | 17/06/2023            | --                  |
| Fonts: Generalitat Valenciana |                                                  |                |                       |                     |

## Monuments

### Monuments religiosos

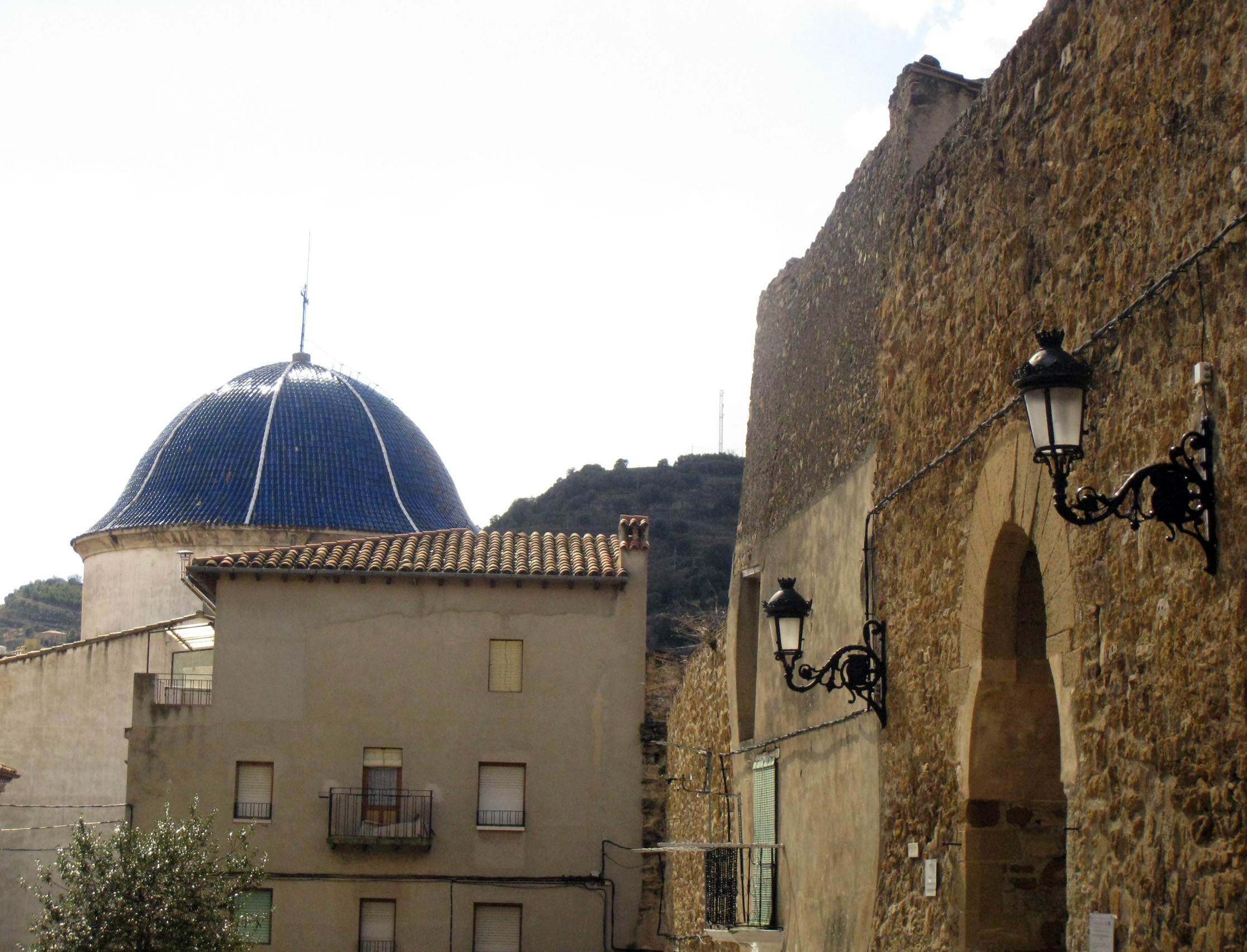
Cúpula de l'Assumpció i arc de la Mola

- Església de la Mare de Déu de l'Assumpció. De finals del segle xvii.

Tot i quedar parcialment destruïda per un bombardeig durant la guerra civil, conserva una bona portada barroca (de 1677). Consta de planta d'una nau amb capelles laterals, creuer i torre quadrada situada en els peus al costat epístola. En el tresor parroquial s'exposa una important col·lecció d'ornaments religiosos gòtics i platerescs, així com d'orfebreria. En la capella deu visitar-se una "Últim Sopar" que va realitzar en ferro l'escultor de Terol José Gozalbo. En la façana exterior, es troba un mural representatiu del poble realitzat pel mateix autor. Situat junt a la porta principal, es troba el campanar, de 33 metres d'alçada.
- Capella del Loreto.

De l'any 1926, és un clar exponent de la típica capella oratori amb finestrat enreixat als peus de la nau que dona a un perxe cobert exterior. Té espadanya però la campana no s'ha conservat. Està restaurada.
- Ermita de Sant Llibori.

Ermita de nova construcció, dissenyada i dirigida per l'arquitecte Vicente Traver Tomás a mitjan segle xx. Està situada al nucli de la Font d'En Segures. Consta d'una sola nau amb capelles i elements auxiliars laterals, realitzada amb fàbrica de maçoneria i coberta de taula àrab. Traç senzill en la seua composició i sense ornamentació exterior.
- Ermita de Sant Cristofol. Del segle xiv.

Està situada a uns 5 km de Benassal en la cima del Moncàtil a 1.111 metres d'altura. A més de l'ermita, el conjunt de Sant Cristòfol està constituït per la casa de l'ermità i el mirador. El seu enclavament geogràfic oferix unes vistes paisatgístiques i panoràmiques impressionants.
L'ermita és un temple de considerable envergadura, del qual destaquen els enormes contraforts que el sostenen. Consta d'una nau rectangular amb capelles als costats, sense creuer. La façana té una senzilla porta que data del 1720 amb una capelleta buida al sobre, d'estil toscà. Pel que respecta a la casa de l'ermità és una edificació del segle xv amb vestigis medievals de l'època gòtico-civil catalana.

### Monuments civils
- Castell de Corbó.

Declarat Bé d'Interès Cultural el 2002, fou alçat sobre un assentament del Bronze que fou ocupat posteriorment en les èpoques ibèriques i romanes. Als seus peus va existir un poblat musulmà. Des del segle xii es té constància de la seua presència. És de tipus roquer, amb un sol recinte emmurallat de torres barbacanes bessones de planta quadrada i torre major amb aljub. La seua muralla, amb molt pocs vestigis degué ser de reduïdes dimensions, ja que la ubicació feia necessària la construcció. És accessible pel sud, mitjançant un pendent molt pronunciat i pel nord, on està l'entrada.
- Torre de Bulc (Benassal). Del 1601.

És de planta quadrada i té annexa altra construcció. La seua rehabilitació li ha fet perdre part de la seua configuració original. S'hi troba prop de la carretera de Benassal a Vilafranca.
- Torre Nabàs o torre Pere Joan.

És de planta quadrada i té una cuberta emmerletada. A més, té una xicoteta finestra allindanada en la seua façana lateral i està annexa a una masia que manté una finestra principal amb un arc i lleixa motlurada. Segons una inscripció, podria datar-se del 1588. S'hi troba prop de la carretera de Benassal a Vilafranca.
- Masia Torre Monfort de Benassal.

Situada a la masia del mateix nom. S'hi troba al camí anomenat de la Torre Monfort, i que també és conegut amb els noms del mas de Celades i de la Mangranera. La torre és un dels vestigis medievals que queden del mas, el qual devia ésser dels principals del terme després de la conquesta. La torre s'hi troba annexa a la masia.
- La Mola. Del segle xiii.

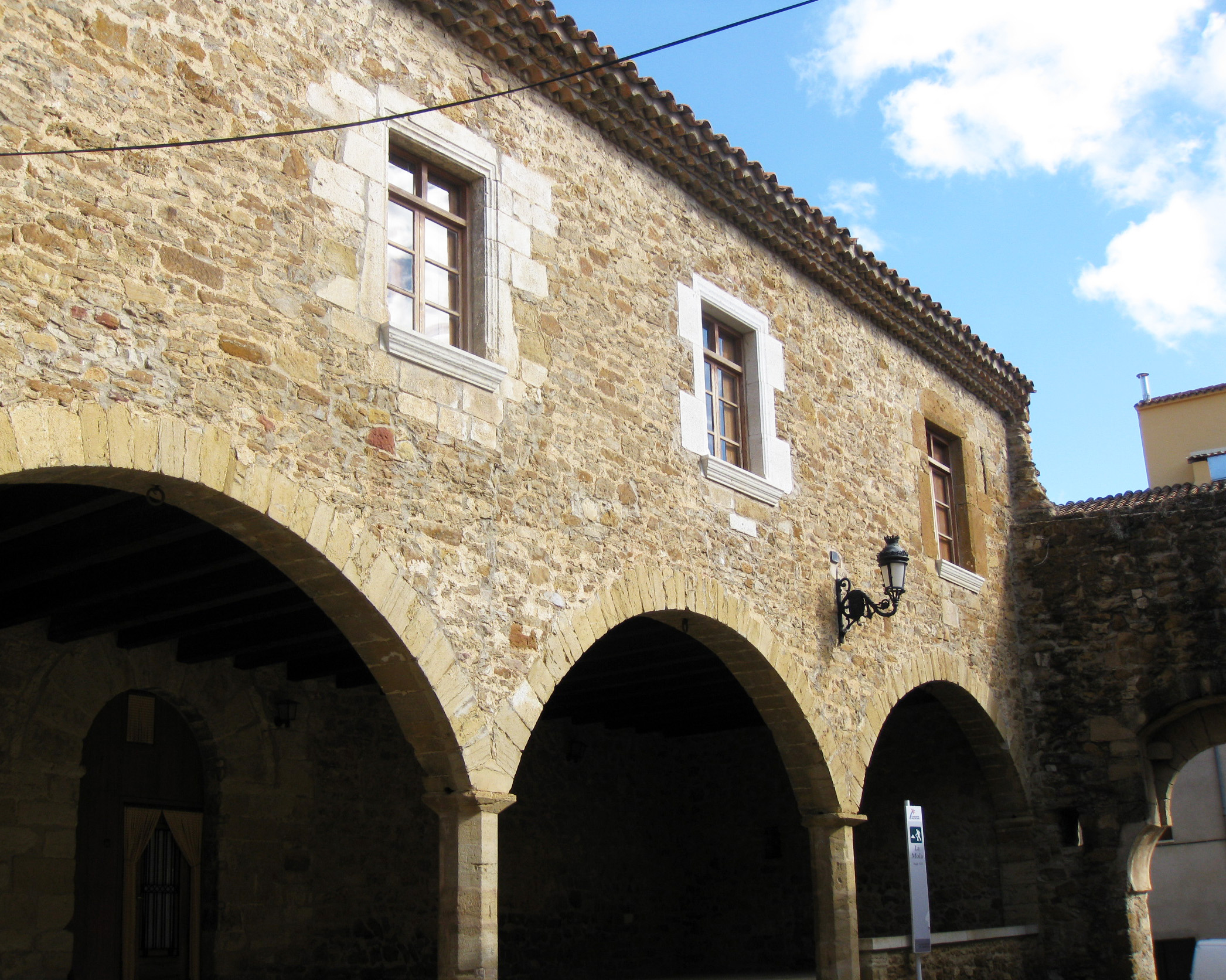
La Mola

Construït probablement entre 1240 i 1250 com a primera residència del primer poblador, Berenguer de Calatarrà. Va ser el nucli del naixement de Benassal.
Està situat al nucli urbà primitiu de la població on es pot observar una part de l'antiga muralla i un portal d'accés, l'Arc de la Mola de tradició àrab.
En origen va ser casa capitular, església i cementeri a la part posterior. Al llarg del temps, ha patit diferents canvis d'ús, des d'ajuntament fins a escola. Actualment, en l'interior també restaurat, la planta baixa està parcialment dedicada a l'habitació, i la planta alta, sala capitular, és la seu del Museu Arqueològic de l'Alt Maestrat i consta de grans arcs de pedra i troneres. Es tracta d'una edificació ja restaurada, de dos alçàries amb pòrtic de tres arcs escarsers en pedra sobre suports poligonals.
- Forn de Dalt. Del segle xiv.

Edificació d'alçària i estil gòtics. L'interior, on es troba el forn, consta d'una única nau amb dos grans arcs de mig punt de pedra. Actualment es troba en procés de restauració. Situat al costat d'un dels accessos al primitiu recinte, el mur del Forn de Dalt forma part de les restes de la fortificació medieval benassalenca. Este llenç del mur forma part de l'alineació est del cercle murat, que vas des del Castell de La Mola fins a la torre de la presó.
Com a curiositat dir que ha desaparegut la façana emblanquinada amb el rètol, l'únic en valencià que hi havia a Benassal en temps de la dictadura.
- Els carrerons.

Així s'anomena l'antic nucli urbà, amb carrers estrets i d'estructura irregular on es conserven algunes de les cases més antigues de la vila.
- Torres.

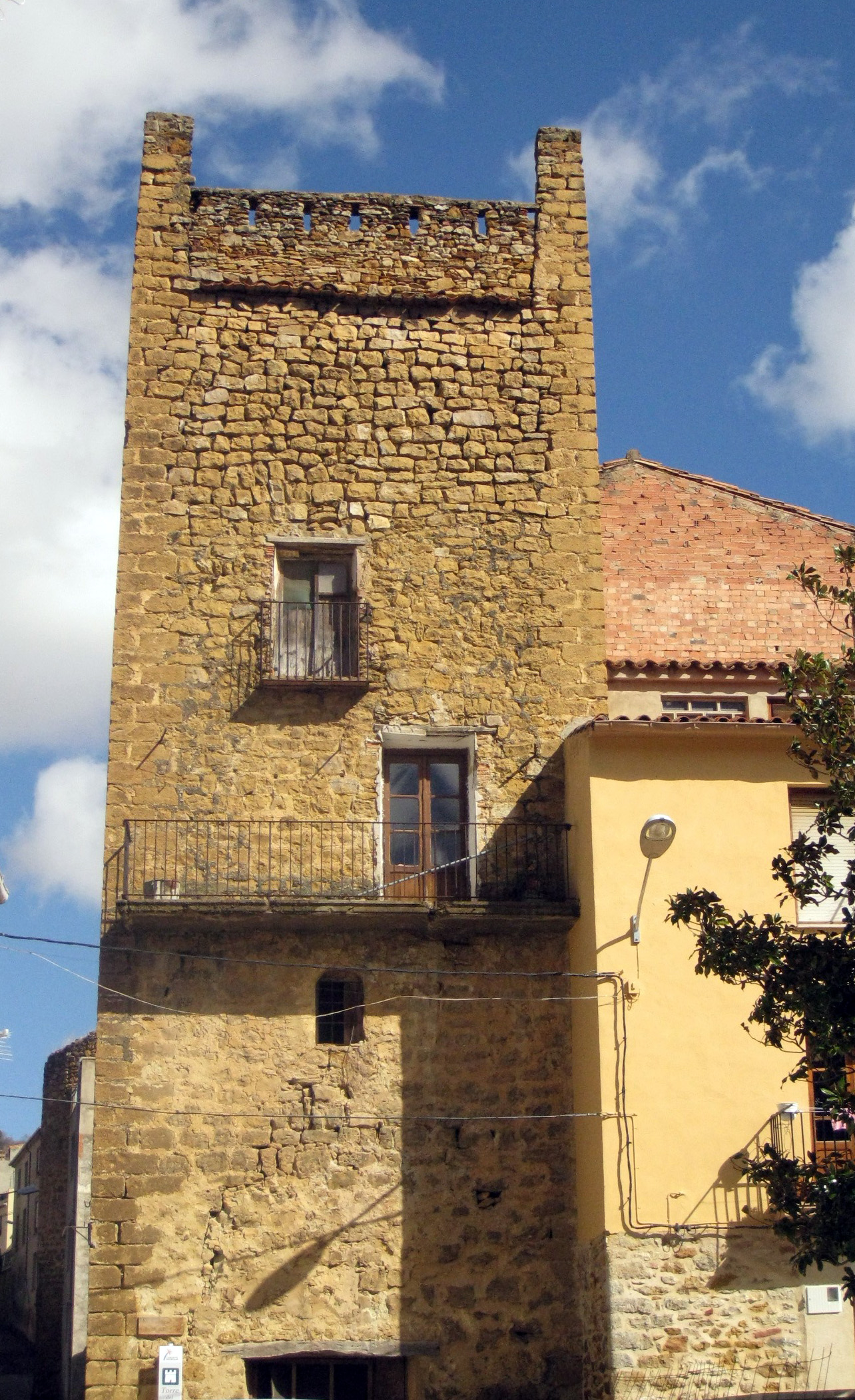
Torre d'en Garcés

Entre les restes de la fortificació medieval benassalenca començada entre la conquesta i els inicis del segle xiv durant el govern del frare Pere Tous, es conserven tres de les set torres del cercle murat. Es creu que la pedrera d'on va eixir el material per a la seua construcció va ésser la del Saulonar, al camí vell d'Ares.
- - Torre de la presó (segle xiv-XV)
  - Torre del planet o d'en Garcés (segle xiv-XV)
  - Torre redona (segle xiv-XV)

- Casa Sánchez Cotanda. Del segle xviii.

Edifici senyorial de gran valor arquitectònic. Destaquen els dos bells portals barrocs, el de la capella (Mare de Déu del Pilar) amb magnífiques columnes salomòniques perfectament conservades. A l'interior, amb distint ús segons plantes, queden dues arcades amb restes de pintura i l'escut nobiliari dels Miralles.
- Casa Grau i Gras.

Casa solariega transformada posteriorment en un edifici destinat a escola i hospital. Actualment en desús.
- Casa Matutano.

Construïda l'any 1751 contenia una capella dedicada a sant Vicent Ferrer. Va ésser desfeta el 1926 i remodelada com habitatge particular l'any 1981. Actualment es conserva el portal de la capella (entrada a l'habitatge), amb porta de llinda barroca llisa amb lócul enreixat damunt.
- Font d'en Segures.

La coneguda popularment com plaça i font dels xorros, és una construcció feta amb blocs de pedra picada culminada amb una impressionant cúpula de forma triangular. Realitzada en acabar la Guerra Civil espanyola per l'arquitecte castellonenc Vicent Traver és on se situa la font d'on brolla la famosa aigua de Benassal.

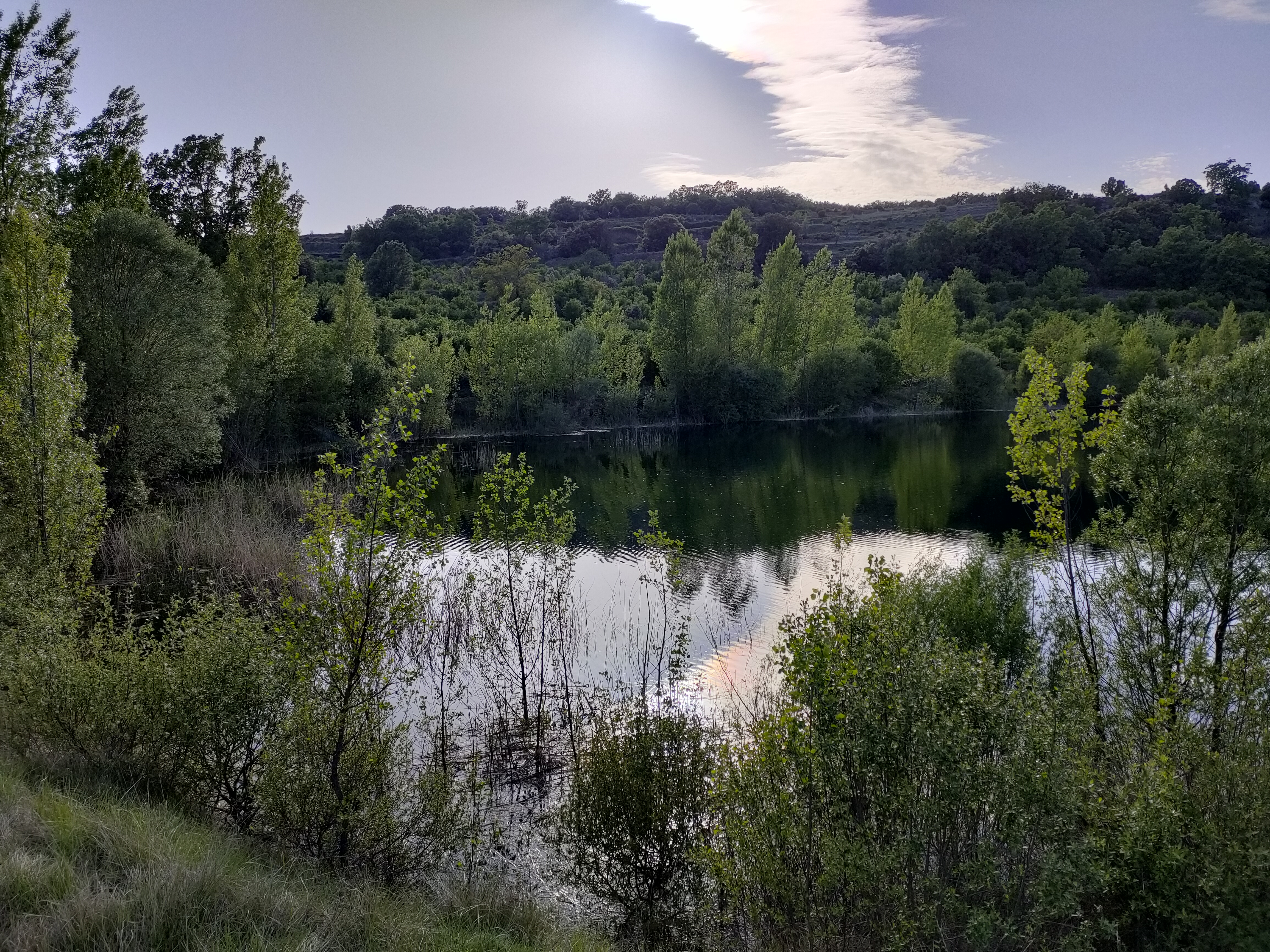
Rivet de Benassal

## Llocs d'interès
- Balneari de la Font d'en Segures. Aigües termals recomanades per a malalties renals. Funciona un balneari i s'embotellen les seues aigües mineromedicinals, anomenada " Aigua de Benassal".
- El Rivet. Paratge Natural Municipal i Microrreserva de Flora.

## Festes i celebracions
- Sant Antoni. Se celebra el cap de setmana següent del 17 de gener amb foguera, repartiment de barretja i rotllo el dissabte, i el diumenge missa i tradicional Ball pla.

- Festa de la Tea. Tradicional carnestoltes que recorda com, antigament, les manufactures tèxtils del poble eren venudes en indrets llunyans, per diversos comerciants anomenats "traginers". Per això, montaven files de cavalleria (Rècua) en les quals transportaven els seus productes. Tornaven carregats amb tea, fusta de pi utilitzada per il·luminar els carrers durant tot l'any.

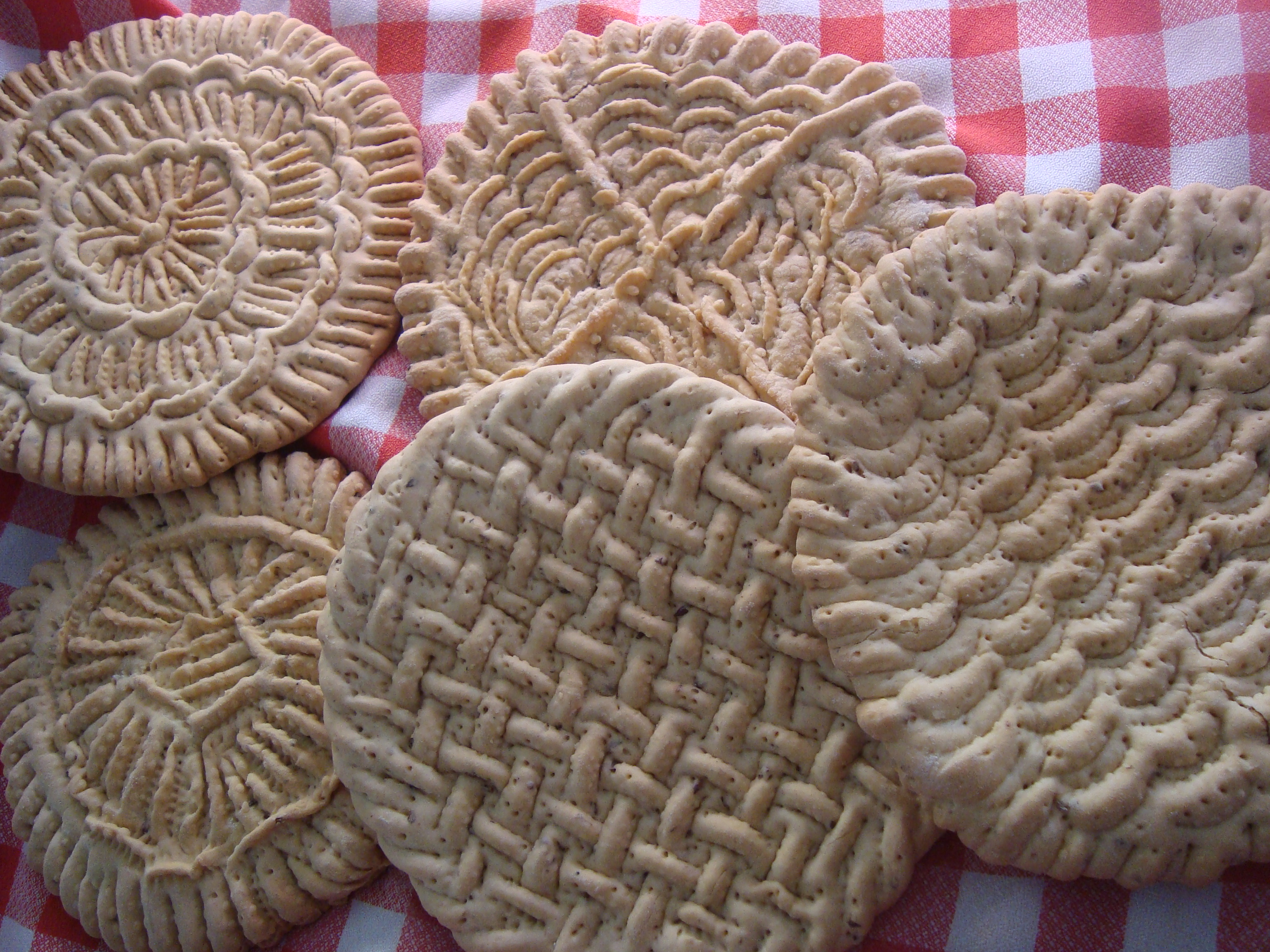
"Primes" decorades de Sant Cristòfol (Benassal)

- "Primes" decorades de Sant Cristòfol (Benassal)Sant Cristòfol. A finals de maig o principis de juny té lloc la celebració.

- Festes d'agost. Són les festes patronals en honor de Sant Cristófol i Sant Roc i se celebren a partir de l'últim cap de setmana d'agost.

- Mostra de Ramaderia. El ramat caprí i els seus productes derivats.

## Gastronomia

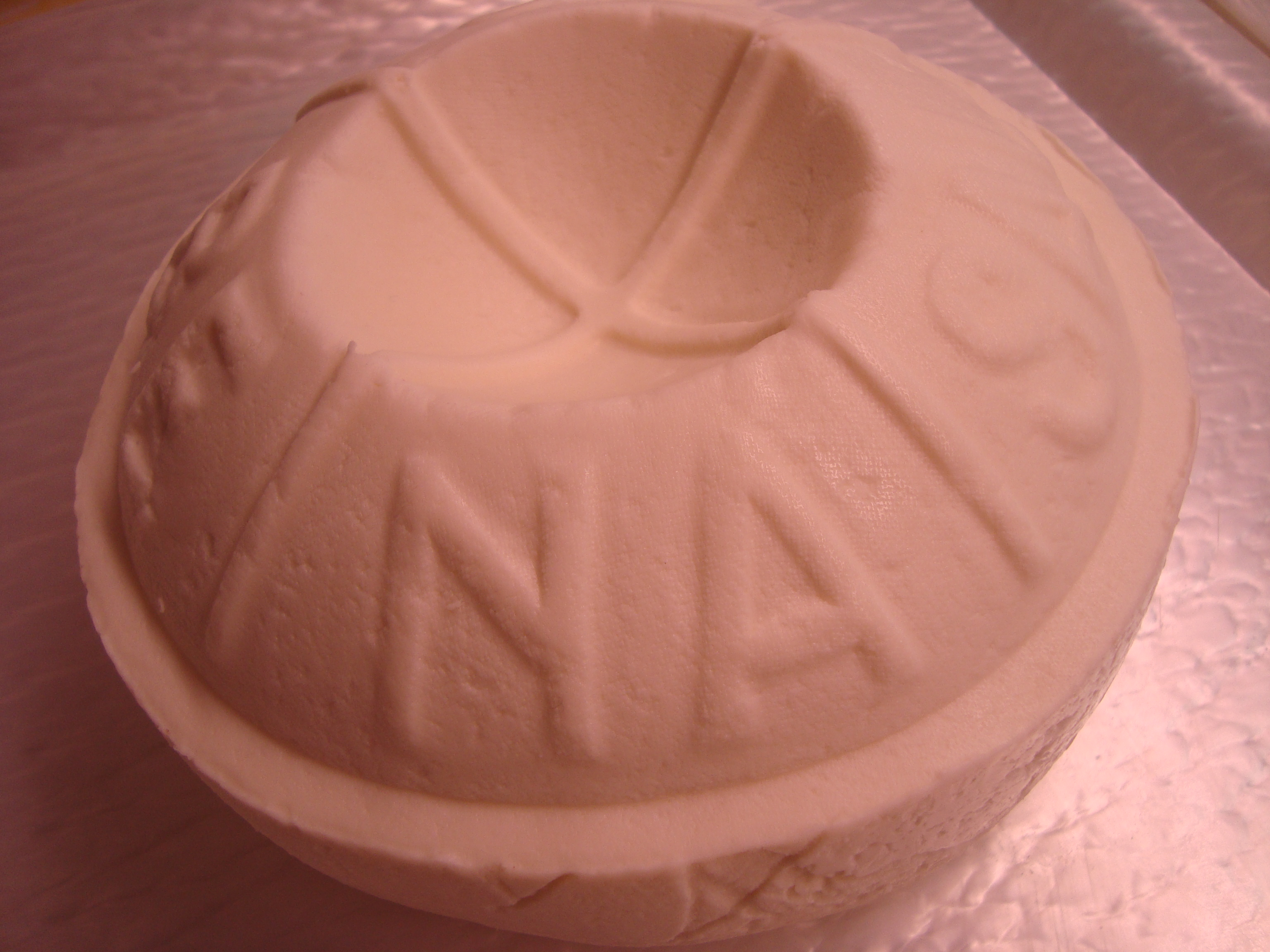
Formatge fresc de Benassal

Pel que fa a la gastronomia destaquen els productes de la matança del porc i els formatges de cabra i ovella i, com a plats típics, el tombet, les mandonguilles de carn, ajoarriero i les pilotes de carnestoltes. Entre les postres, la collà, els pastissos de confitura, els rotllets d'aiguardent, torrons i massapans.

## Personatges il·lustres
- Joaquim Garcia Girona († Baeza, 1928), poeta i mossèn, autor del poema èpic Seidia, guanyador dels Jocs Florals de València de 1919 i nomenat fill il·lustre de la vila.

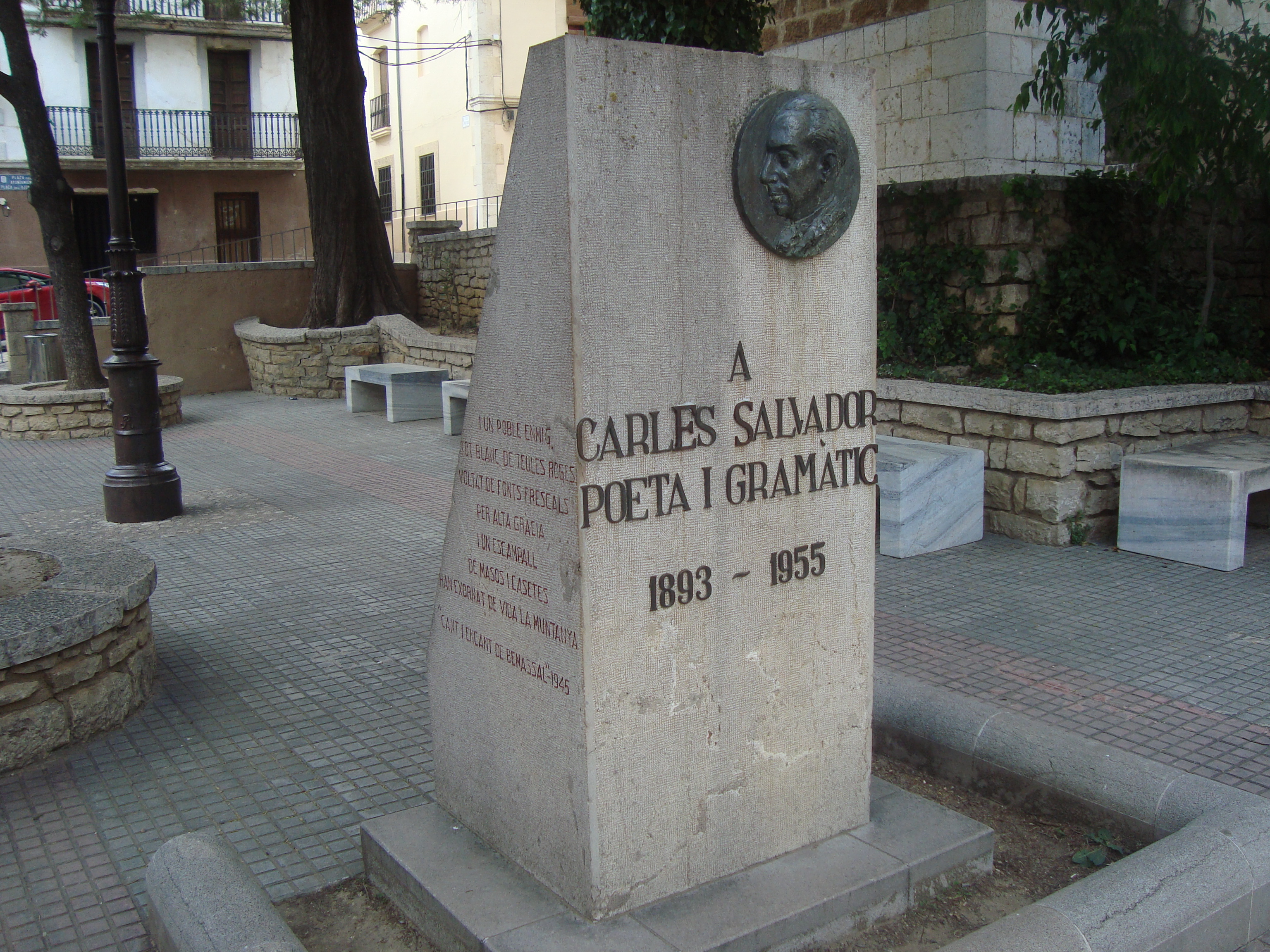
Monument del poble de Benassal al poeta i mestre Carles Salvador

- Monument del poble de Benassal al poeta i mestre Carles SalvadorCarles Salvador que, malgrat haver nascut a València, és considerat el "mestre de Benassal" i és una de les figures més estimades al poble, on va impartir docència com a mestre de 1916 a 1934 i on va escriure la part més important de la seua obra literària i filològica. L'erudit benassalenc Pere-Enric Barreda i Edo contribuí a l'estudi de la seua obra i a la creació de la Fundació Carles Salvador.